# Langanesbyggð
Langanesbyggð est une municipalité du nord-est de l'Islande, située sur la péninsule de Langanes.

## Histoire
En mai 2022, la municipalité absorbe avec Svalbarðshreppur.